# Supernatural (álbum de Des'ree)
Supernatural é o terceiro álbum de estúdio da cantora britânica Des'ree, lançado em 11 de agosto de 1998. Sua melhor posição na Billboard 200 foi a nº 185 e, no UK Albums Chart, a nº 16. Um de seus singles, "Kissing You", fez parte da trilha sonora do filme Romeo + Juliet.

## Faixas
1. "What's Your Sign?" (Des'ree, Ashley Ingram) - 4:07
2. "God Only Knows" (Eric Bazilian, Des'ree) - 4:44
3. "Life" (Des'ree, Prince Sampson) - 3:38
4. "Best Days" (Des'ree, Sampson) - 4:11
5. "Proud to Be a Dread" (Des'ree, Michael Graves) - 3:57
6. "Kissing You" (Tim Atack, Des'ree) - 4:53
7. "Indigo Daisies" (Des'ree, Sampson) - 6:55
8. "Time" (Des'ree, Rick Nowels) - 4:13
9. "Down by the River" (Des'ree, Sampson) - 5:11
10. "Darwin Star" (Atack, Des'ree, Sampson ) - 5:20
11. "Fire" (feat. Babyface) (Bruce Springsteen) - 3:49